# Königskobra
Die Königskobra (Ophiophagus hannah) ist eine Schlangenart aus der Familie der Giftnattern und die einzige Art der Gattung Ophiophagus. Der Gattungsname (griechisch ‚schlangenfressend‘) bezieht sich auf die wohl fast ausschließlich aus Schlangen und Echsen bestehende Nahrung. Die Art hat im Normalfall eine Länge von drei bis vier Metern. Als Maximallänge sind 5,59 Meter nachgewiesen, sie ist damit die größte Giftschlange der Welt und ebenfalls eine der längsten Schlangen überhaupt. Die Königskobra kommt in weiten Teilen Südostasiens vor, ist überwiegend an Wald gebunden, bodenlebend und baut als vermutlich einzige Schlange der Erde Bodennester. Gesicherte Angaben zur Biologie der Art sind kaum vorhanden und zudem oft widersprüchlich. Der Biss führt bei Menschen aufgrund der hohen abgegebenen Giftmenge bisweilen zum Tod; Bissunfälle sind jedoch aufgrund der meist geringen Aggressivität und der zurückgezogenen Lebensweise der Tiere sehr selten.

## Merkmale

### Körperbau
Königskobras sind große Giftnattern. Die Gesamtlänge beträgt regelmäßig 3 bis 4 Meter, wohl gesicherte Maximalmaße liegen aus der im Süden Thailands gelegenen Provinz Nakhon Si Thammarat mit 5,59 m sowie nahe der Stadt Krabi mit „gut 6 Meter“ und von den Philippinen mit 4,25 m vor. Ihr Körpergewicht beträgt in der Regel um die 6 kg, im Extremfall über 20 kg. Die Art ist damit die größte Giftschlange der Welt. Etwa 20 % der Gesamtlänge entfallen auf den Schwanz. Der bei Bedrohung hinter dem Kopf aufgestellte Nackenschild ist im Vergleich mit den Echten Kobras (Naja) schmaler und reicht weiter nach hinten.

### Beschuppung
Wie alle Giftnattern hat auch die Königskobra auf dem Oberkopf neun große, symmetrische Schilde. Zusätzlich weist die Art jedoch noch ein Paar großer, einander berührender Occipitalia hinter den Parietalia auf. Die Anzahl der Supralabialia beträgt sieben, das dritte Supralabiale berührt sowohl das hintere Nasale als auch das Auge, das vierte Supralabiale berührt ebenfalls das Auge. Die Rückenschuppen sind glatt. Die Anzahl der Bauchschuppen (Ventralschilde) variiert zwischen 240 und 254, die Zahl der geteilten Subcaudalia zwischen 84 und 104. Die vorderen Subcaudalia sind ungeteilt. Die Tiere haben 15 dorsale Schuppenreihen in der Körpermitte. Die Schuppen der mittleren dorsalen Schuppenreihe und die der jeweils untersten Schuppenreihe an den Flanken sind vergrößert, die Flankenschuppen sind länglich und in schrägstehenden Reihen angeordnet.

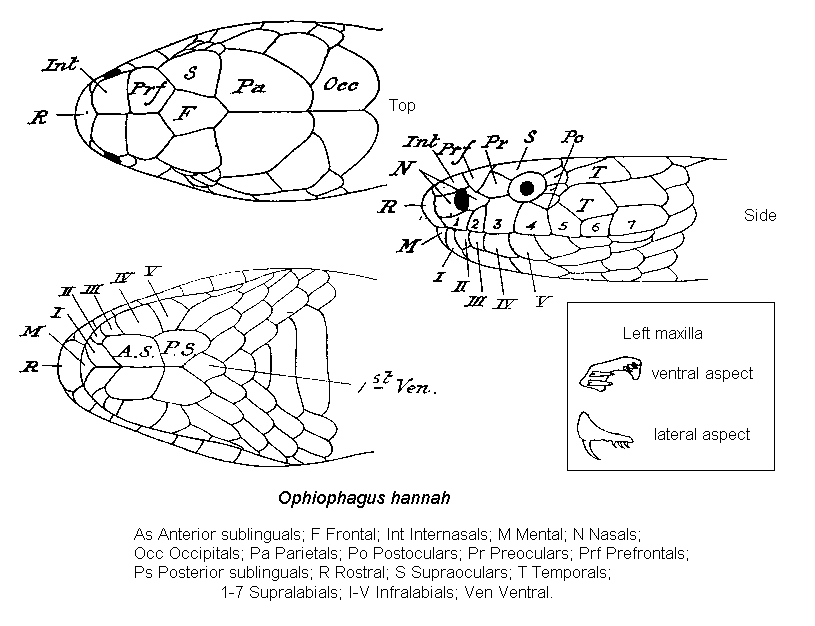
Kopfbeschuppung der Königskobra. Man beachte die großen Occipitalschilde (Occ) zur Unterscheidung von den Echten Kobras (Naja spp.)

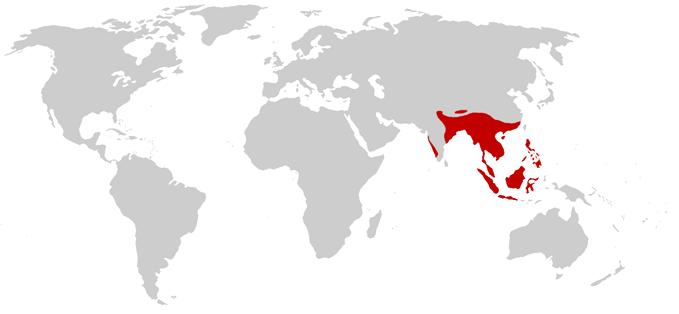
Verbreitungsgebiet der Königskobra

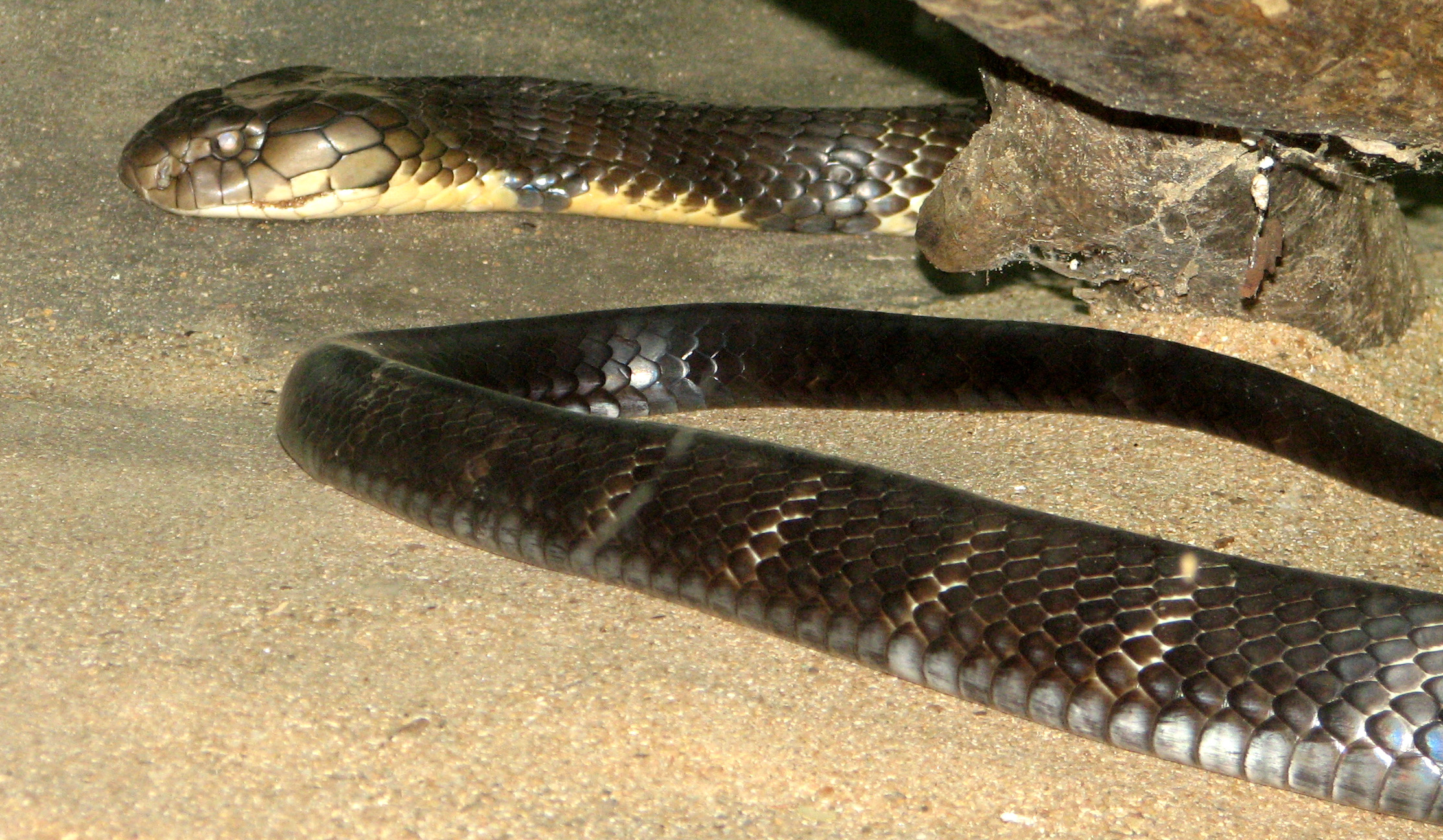
Königskobra aus Südindien mit noch deutlich erkennbarer Querbänderung

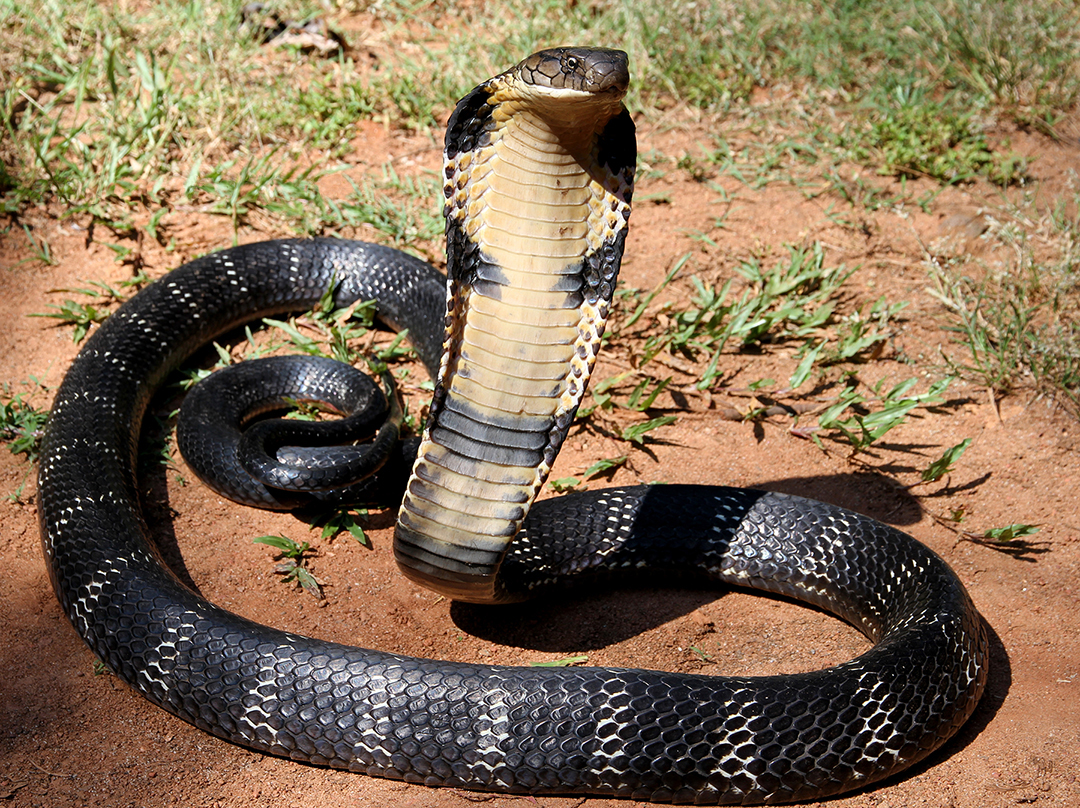
Königskobra in aufgerichteter Haltung

### Färbung
Die Grundfarbe der Oberseite ist bei adulten Tieren offenbar auch je nach Herkunft variabel hellbraun, dunkel olivbraun, braun, dunkelbraun oder schwarz. Ausgewachsene Tiere sind gelegentlich einfarbig; meist zeigen die Tiere auf diesem Grund jedoch eine Reihe mehr oder weniger deutlicher, hellbeiger bis weißlicher Querbänder. Im vorderen Bereich des Körpers sind diese Bänder in der Rückenmitte schmal und werden zum Bauch hin deutlich breiter, weiter zum Schwanz hin sind sie jedoch mehr parallelrandig. Kehle und Vorderhals sind sehr auffallend gelborange oder gelblich weiß, der übrige Bauch ist weißlich oder grauweiß. Die Haube ist oberseits ungezeichnet. Jungtiere haben eine deutliche Warnzeichnung, sie sind dunkelbraun oder schwarz gefärbt und kontrastreicher weißlich oder gelb quergebändert.

## Verbreitung und Lebensraum
Das Verbreitungsgebiet der Königskobra umfasst große Teile der Tropen Süd- und Südostasiens. Das Areal reicht vom Süden und Osten Indiens nach Osten über ganz Hinterindien bis Südostchina; außerdem kommt die Art in weiten Teilen Indonesiens und der Philippinen vor. Die Königskobra wird überwiegend als Waldbewohnerin beschrieben, insbesondere als Bewohnerin von Waldbereichen, die an Gewässer grenzen. Zumindest in Malaysia und in Myanmar kommt die Art jedoch auch in einem weiten Spektrum weiterer Habitate vor, dazu zählen Mangrovensümpfe, Plantagen, offenes Grasland und landwirtschaftlich genutzte Gebiete.

## Systematik
Die Königskobra wurde von Theodore Edward Cantor 1836 als Hamadryas hannah wissenschaftlich beschrieben; der Name Hamadryas war jedoch bereits für eine Gattung von Schmetterlingen in Verwendung. Albert Günther stellte die Königskobra 1864 in die neue Gattung Ophiophagus. Der aus diesen Bestandteilen gebildete, heute allgemein anerkannte wissenschaftliche Name Ophiophagus hannah wurde 1945 von Charles Mitchill Bogert eingeführt. Die Königskobra ist die einzige Art der damit monotypischen Gattung Ophiophagus. Es werden keine Unterarten anerkannt.
Nach molekulargenetischen Untersuchungen ist die Königskobra nicht näher mit den Kobras der Gattungen Aspidelaps, Boulengerina, Hemachatus, Naja, Paranaja und Walterinnesia verwandt. Nächstverwandt mit der Königskobra sind die Kraits (Bungarus), die Afrikanischen Strumpfbandottern (Elapsoidea) und die Mambas (Dendroaspis). Eine genaue Klärung der engeren Verwandtschaft steht noch aus.
Innerhalb der Art wurden vier geografisch voneinander getrennte genetische Linien gefunden, die sich unabhängig voneinander entwickelt haben und möglicherweise eigenständige Arten darstellen. Eine kommt in den Westghats vor, eine andere vom östlichen Indien bis China und Indochina, die Dritte auf der Malaiischen Halbinsel, Sumatra, Borneo und Java und die Vierte auf Luzon.

## Lebensweise und Fortpflanzung
Die Art wird meist als bodenlebend beschrieben, mehrere Autoren betonen jedoch, dass die Tiere sehr gut auf Bäume klettern können. Je nach Autor wird die Königskobra als tagaktiv, nachtaktiv oder sowohl tag- als auch nachtaktiv beschrieben. Die Nahrung besteht offenbar ausschließlich aus Schlangen und Echsen, dabei werden sowohl ungiftige als auch giftige Schlangen erbeutet. Die Beute wird nach dem Biss festgehalten, bis sie tot oder zumindest bewegungsunfähig ist; dies kann zehn bis 30 Minuten dauern.
Die Königskobra ist eierlegend (ovipar) und die einzige Schlangenart, die offenbar Bodennester baut; die Gelege enthalten 20 bis 40 Eier. In Indien erfolgt die Eiablage von April bis Juli. Ein im August 1983 in Südchina gefundenes Nest bestand aus Blättern und enthielt in drei Lagen übereinander 25 Eier, die im Mittel 65,5 × 33,2 Millimeter maßen. Die Weibchen rollen sich über dem Gelege zusammen und verteidigen es vehement gegen potentielle Feinde. Bei Annäherung bewegen sich die Tiere auf den Eindringling zu, richten den Vorderkörper auf, spreizen die Haube, präsentieren die orangefarbene Kehle und beißen dann auch schnell zu.
Frisch geschlüpfte Jungtiere in Indien sind 50 bis 53 Zentimeter lang.

## Gift
Abgesehen von der Nestverteidigung wird die Königskobra meist als wenig aggressiv und dem Menschen ausweichende Art beschrieben. Das Gift ist im Wesentlichen neurotoxisch, hat aber auch blutgefäßzerstörende Komponenten. Es ist von mittlerer Wirksamkeit. Die durchschnittliche Giftmenge je Biss wird sehr unterschiedlich mit 384 mg (102 mg Trockengewicht) oder 420 mg Trockengewicht angegeben. Für den LD50-Wert bei Mäusen bei intravenöser Verabreichung liegen ebenfalls unterschiedliche Angaben vor. Zhao gibt 0,34 mg pro kg Körpergewicht an, Tin-Myint et al. 1,2–3,5 mg pro kg Körpergewicht.
Aufgrund der großen Giftmenge ist der Biss für den Menschen häufig tödlich. Typische Symptome eines Bisses sind starke Schwellungen, die sich auf die gesamten gebissenen Gliedmaßen ausdehnen können, und ein tödlich verlaufender Atemstillstand. Bei dokumentierten Todesfällen trat der Tod nach 20 Minuten bis 12 Stunden ein. In einem detailliert beschriebenen Fall setzte die Atmung 90 min nach dem Biss aus. Der Patient wurde 65 Stunden lang künstlich beatmet, wobei ein spezifisches Antiserum erst 30 Stunden nach dem Biss verabreicht werden konnte. Nach 10 Tagen konnte der Patient als geheilt entlassen werden.
Übereinstimmend wird die Art jedoch aufgrund ihrer geringen Aggressivität, der relativen Seltenheit und der Meidung menschlicher Siedlungen als medizinisch kaum relevant beschrieben, Bissunfälle sind offenbar sehr selten. Unter den dokumentierten Bissunfällen in Myanmar sind lediglich Arbeiter im dichten Urwald, Reptilientierpfleger in Zoos und Schlangenbeschwörer betroffen. Aus dem gesamten Verbreitungsgebiet der Art wurden bis 1991 insgesamt nur 35 Bissunfälle bekannt, wovon jedoch 10 tödlich verliefen.

## Bestand und Gefährdung

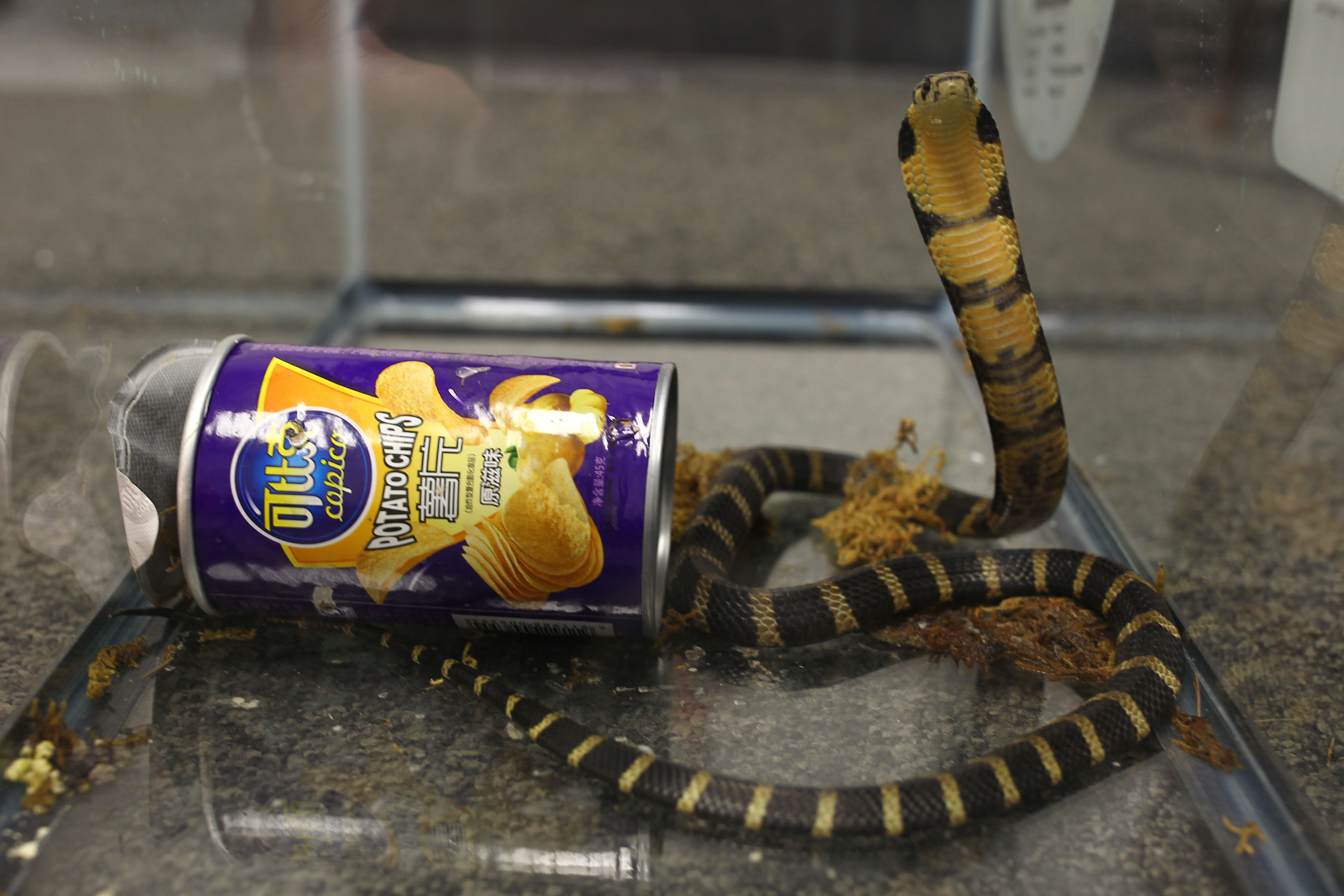
Königskobra aus illegalem Wildfang, die 2017 – in einer Chipspackung versteckt – bei Los Angeles sichergestellt wurde

Daten zur Größe der Gesamtpopulation und zum Bestandstrend gibt es nicht.
In einigen Regionen, wie beispielsweise in Myanmar, konnte die Verwendung von Königskobras – aus illegalem Wildfang – als Bushmeat noch im Jahr 2020 nachgewiesen werden.
Die Art wird aber von der International Union for Conservation of Nature and Natural Resources (IUCN) aufgrund ihres schrumpfenden Lebensraumes und abnehmender Populationsgrößen in der Kategorie vulnerable (dt. „gefährdet“) gelistet. Außerdem wird sie im Anhang II des Washingtoner Artenschutzübereinkommens (CITES) genannt, wodurch der Handel mit ihr zum Zwecke des Artenschutzes Beschränkungen unterliegt, die allerdings nicht immer eingehalten werden, wie regelmäßige Funde belegen.